# Campionato italiano di hockey in-line 1996
Il Campionato italiano di hockey in-line 1996 è stata la 1ª edizione del massimo campionato italiano di hockey in-line. 
Lo scudetto è stato conquistato dal Tenniski Vecchia Viareggio per la prima volta nella sua storia.

## Squadre partecipanti
- Centrosport  SPV Viareggio
- Tenniski Vecchia Viareggio
- H. Bolzano
- DLF Brennero
- Invicta Modena
- Draghi Torino
- Monfalcone
- Kontiki Verona

## Risultati

### Tabellone Final Four
Viareggio, 4 agosto 1996 - PalaBarsacchi
|  | Semifinali | Semifinali        | Semifinali    |               |                   | Finale            | Finale           | Finale |  |
|  |            |                   |               |               |                   |                   |                  |        |  |
|  | 1          | Vecchia Viareggio | 2             |               |                   |                   |                  |        |  |
|  | 1          | Vecchia Viareggio | 2             |               |                   |                   |                  |        |  |
|  | 4          | Hockey Bolzano    | 1             |               |                   |                   |                  |        |  |
|  | 4          | Hockey Bolzano    | 1             |               | Vecchia Viareggio | Vecchia Viareggio | 4(5) Golden Goal |        |  |
|  |            |                   |               |               | Vecchia Viareggio | Vecchia Viareggio | 4(5) Golden Goal |        |  |
|  |            |                   | Spv Viareggio | Spv Viareggio | 4(4)              |                   |                  |        |  |
|  | 2          | Spv Viareggio     | Spv Viareggio | Spv Viareggio | 4(4)              | 5                 |                  |        |  |
|  | 2          | Spv Viareggio     |               |               |                   |                   |                  |        |  |
|  | 3          | DLF Brennero      | 2             |               |                   |                   |                  |        |  |

### Finale
| Viareggio 4 agosto 1996, ore 21:00 CEST | Tenniski Vecchia Viareggio | 5 – 4 (d.t.s.) Golden goal | Centrosport SPV Viareggio | PalaBarsacchi |

## Classifica finale
| Posizione | Squadra                    |
| --------- | -------------------------- |
|           | Tenniski Vecchia Viareggio |
| 2         | Centrosport SPV Viareggio  |
| 3         | Hockey Bolzano             |
| 4         | DLF Brennero               |

## Verdetti
| Verdetto               | Club                                   |
| ---------------------- | -------------------------------------- |
| Campione d'Italia 1996 | Tenniski Vecchia Viareggio (1º titolo) |